# Bussière-Poitevine
Bussière-Poitevine korábbi község Franciaország Új-Aquitania régiójában, Haute-Vienne megyében. 2019. január 1-jén három másik korábbi községgel egyesült és az így létrejött Val-d’Oire-et-Gartempe új község része lett.
Lakosainak száma 836 fő (2018. január 1.). Bussière-Poitevine Lathus-Saint-Rémy, Adriers, Darnac, Saint-Barbant, Saint-Bonnet-de-Bellac, Saint-Sornin-la-Marche és Thiat községekkel határos.

## Népesség
A település népességének változása:
| Lakosok száma | 890  | 865  | 869  | 841  | 836  |
|               | 2013 | 2015 | 2016 | 2017 | 2018 |